# Verlagsgebäude Gruner + Jahr

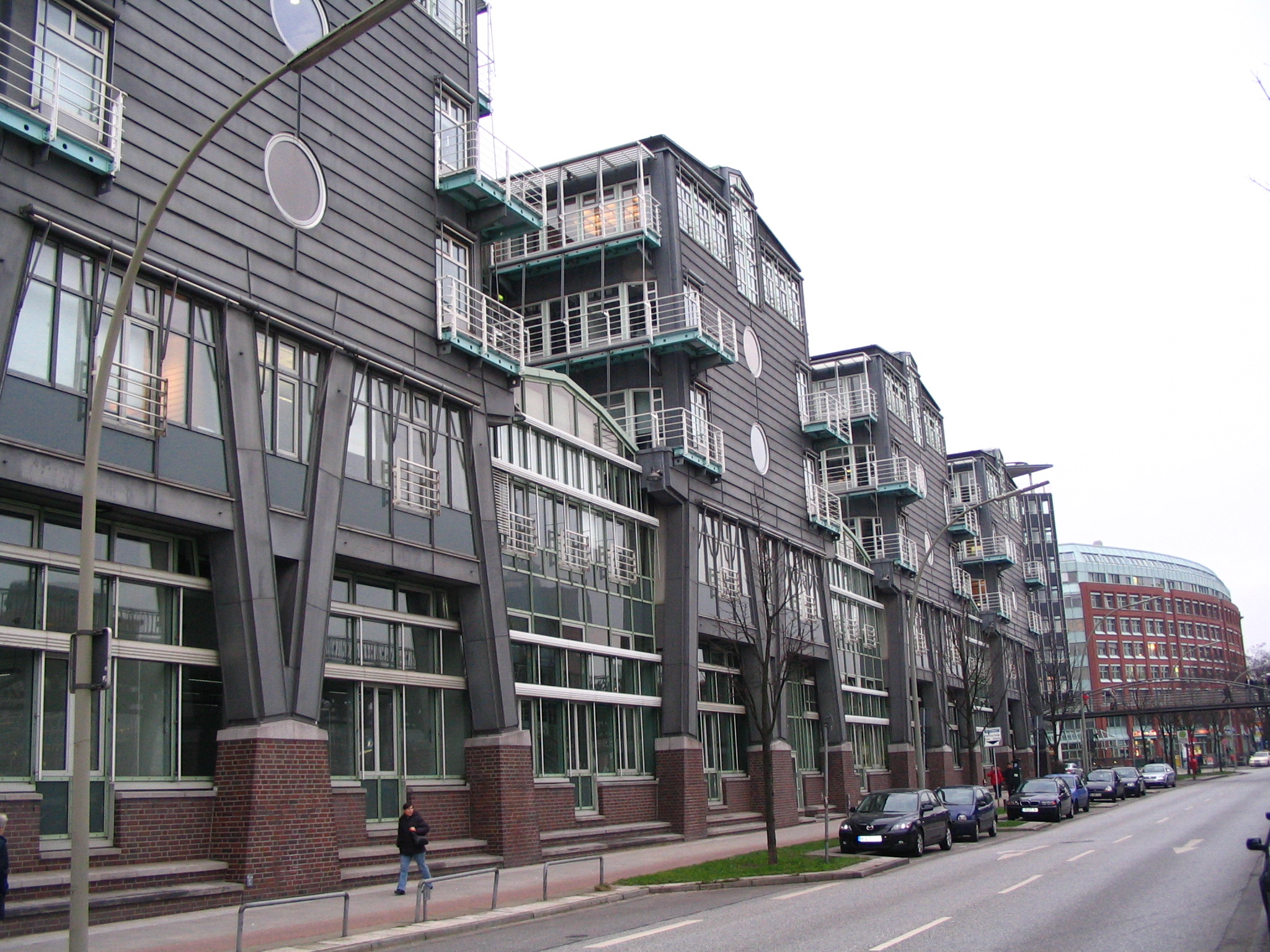
Das Verlagsgebäude von Gruner + Jahr

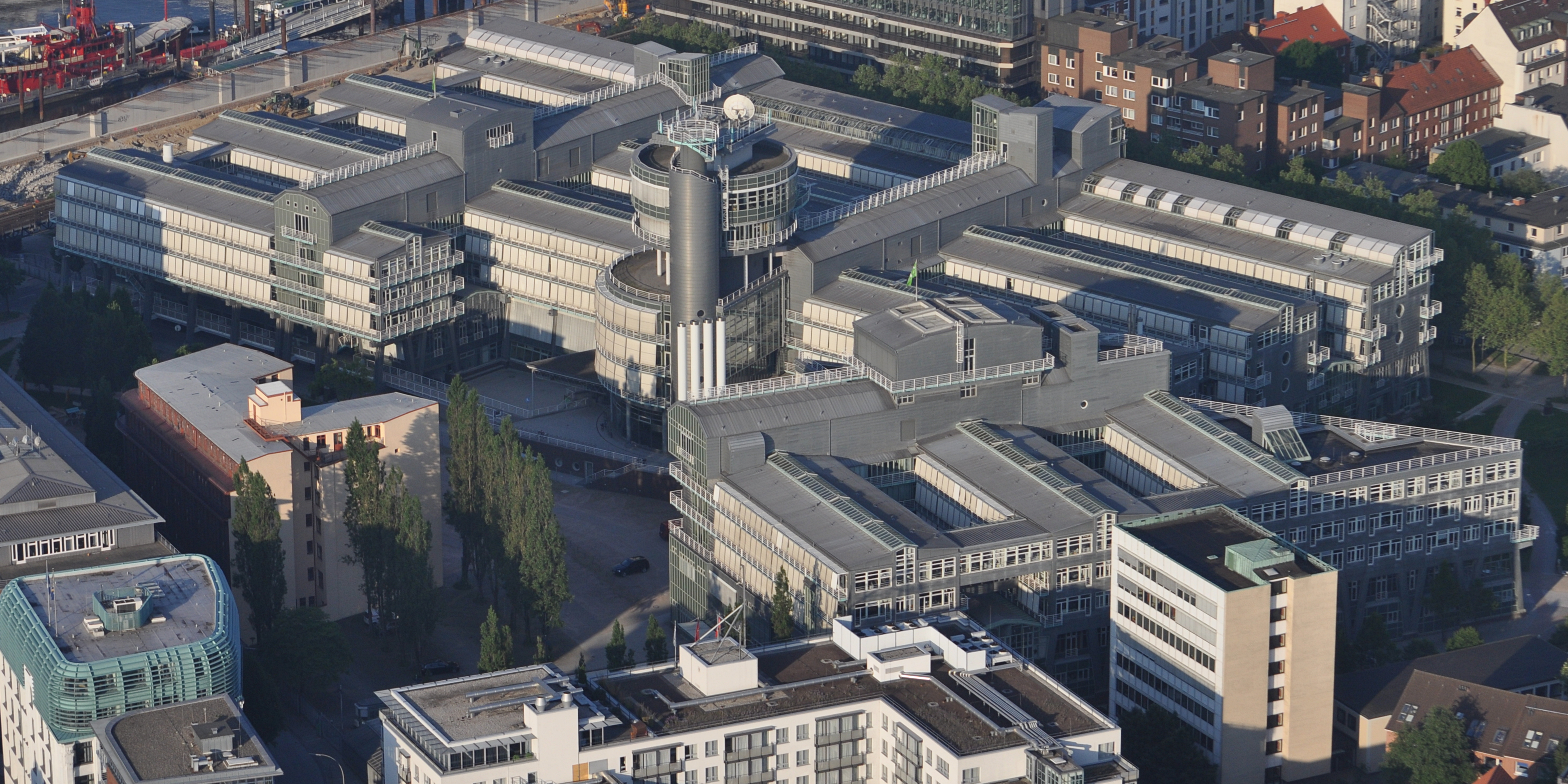
Der Gebäudekomplex aus der Vogelperspektive

Das Verlagsgebäude Gruner + Jahr war die Niederlassung des Verlags Gruner + Jahr am Baumwall in Hamburg-Neustadt.

## Lage und Beschreibung
Das Gebäude befindet sich an den Vorsetzen östlich des Neustäder Neuen Wegs am Hamburger Hafen. Die postalische Anschrift ist Am Baumwall 11.
Die Grundstücksfläche umfasst insgesamt rund 27.750 m². Das fünfgeschossige Gebäude verfügt über zwei Bauteile und einen Turm mit sieben oberirdischen Etagen.
Der Gebäudekomplex mit einer Bruttogeschossfläche (BGF) von rund 69.000 m² besteht aus mehreren parallelen Zeilen, die auf Stützen stehen. Diese sollen an die gegenüber verlaufenden Viadukte der Hamburger Hochbahn und die Kräne im Hamburger Hafen erinnern. Das Stahlbetonskelett der Bürogebäude ist mit Zinkblech verkleidet; eingearbeitete Relinge und Bullaugen stellen weitere maritime Elemente dar.
Die einzelnen Gebäude sind durch quer dazu verlaufende Erschließungstrakte miteinander verbunden. Diese Anordnung soll den historischen Grundriss der Gängeviertel nachzeichnen. Teil des Ensembles ist auch das 1983 als denkmalschutzwürdig eingestufte sogenannte Getreideheberhaus, welches zwischen 1923 und 1926 erbaut wurde. Es hat eine BGF von rund 4.900 m².

## Geschichte
Dem Bau des Verlagsgebäudes war 1983 ein Wettbewerb vorausgegangen. Die Architekten Gerkan, Marg und Partner hatten dabei eine Blockrandbebauung mit einer internen Erschließungspassage projektiert. Bevorzugt wurde jedoch der Entwurf der Architekten Steidle & Partner und Kiessler & Partner. Die Bauleitung und örtliche Planung übernahmen zwischen 1987 und 1990 die Architekten Schweger + Partner.

## Eigentümer der Immobilie
Der zum Bertelsmann-Konzern gehörende Verlag Gruner + Jahr gab im Dezember 2016 bekannt, seine Unternehmenszentrale von der Immobilie am Baumwall ab 2021 in einen Neubau in der Hafencity zu verlegen. Im Gegenzug kauft die Stadt Hamburg die dann 30-jährige Immobilie – wobei sie sich nicht konkret dazu äußerte, für welche Verwendung genau sie die Immobilie ankauft. Es war von einem Kaufpreis in Höhe von 150 Mio. Euro die Rede; laut dem Hamburger Abendblatt eher unter 100 Mio. Euro. Anfang August 2020 wurde bekannt, dass der Kaufvertrag zwischen Gruner + Jahr und der Stadt Hamburg aufgelöst wurde, da angeblich ein vom US-amerikanischen Immobilienkonzern Tishman Speyer Properties angeführtes Konsortium, zu dem auch die Versicherungskammer Bayern sowie der Pensionsfonds des E.ON-Konzerns gehören, den Gebäudekomplex übernehmen will. Voraussichtlich 2024 werde RTL das Gebäude am Baumwall verlassen.